# 双桥乡 (衢州市)
双桥乡，是中国浙江省衢州市衢江区所辖的一个乡。

## 下属行政区
下辖：
双桥村、社后蓬村、溪滩村、山峰村、河口村和高田村。

## 特产
双桥粉干：衢州市非物质文化遗产，曾获浙江省农产品博览会金奖。